# 石圍墻 (苗栗縣)
石圍墻，又寫為石圍牆，是臺灣苗栗縣公館鄉的一個傳統地域名稱，位於該鄉西南部。相較於今日行政區，其範圍大致與石墻村相近。

## 歷史
台灣清治末期至日治初期，石圍墻地區為一街庄，稱為「石圍墻庄」，隸屬於苗栗一堡。該庄東北與中小義庄、福基庄為鄰，南邊隔後龍溪與出磺坑庄、老鷄隆庄為界，西邊為七十份庄。
1901年（日治明治三十四年）11月，全台廢縣廳改設二十廳，該庄隸屬於苗栗廳。1909年（明治四十二年）10月，合併二十廳為十二廳，該庄改隸屬於新竹廳。1920年（大正九年），廢十二廳改設五州二廳，該庄改制為「石圍墻」大字，隸屬於新竹州苗栗郡公館庄。
戰後公館庄改制為公館鄉，隸屬於新竹縣，大字亦改制為村。1950年桃、竹、苗分治，公館鄉改隸屬於苗栗縣。

## 聚落
本地區發展較早的聚落有石圍牆、番仔埔等，在日治期初期的官方地圖上已有記載。此外，本地區尚有關爺埔聚落。

## 交通
省道台72線是「東西向快速公路－後龍汶水線」，俗稱「後汶快速公路」，大致以西北—東南走向蜿蜒經過本地區西南部後龍溪沿岸地帶並跨溪而過。該道路在石圍墻地區最南端設有平交路口，由此向西北轉北可前往銅鑼東北部、頭屋、後龍並止於省道台1線路口，向東南轉東可前往出磺坑、汶水並止於省道台3線路口。
縣道119甲線，是尖山至龍泉的道路，大致以東北東—西南西走向轉東北—西南走向經過本地區中部偏北地帶。由該道路向東北東轉北可前往公館市區東郊、大坑西北部、尖山中北部並止於鄉道苗25-1線路口，向可前往七十份南部、省道台72線平交路口、龍泉並止於縣道119號路口。
鄉道苗25線是頭屋至福基的道路，大致以北向南轉西向東蜿蜒經過本地區。由該道路向北可前往中小義、五穀岡、麻薺寮、鶴子岡、尖山、二崗坪、頭屋市區並止於省道台13線路口，向東可前往福基聚落並止於省道台6線路口。
鄉道苗27線是嘉盛至上福基的道路，大致以西北—東南走向轉橫向經過本地區西南部。由該道路向西北轉北可前往七十份、中心埔、水流娘、維祥、芒埔、嘉盛並止於省道台13線路口，向東可前往上福基聚落並止於省道台6線路口。該道路與鄉道苗25線均經過石圍墻聚落，但一南一北並未相交。